# 생제르맹데프레 광장

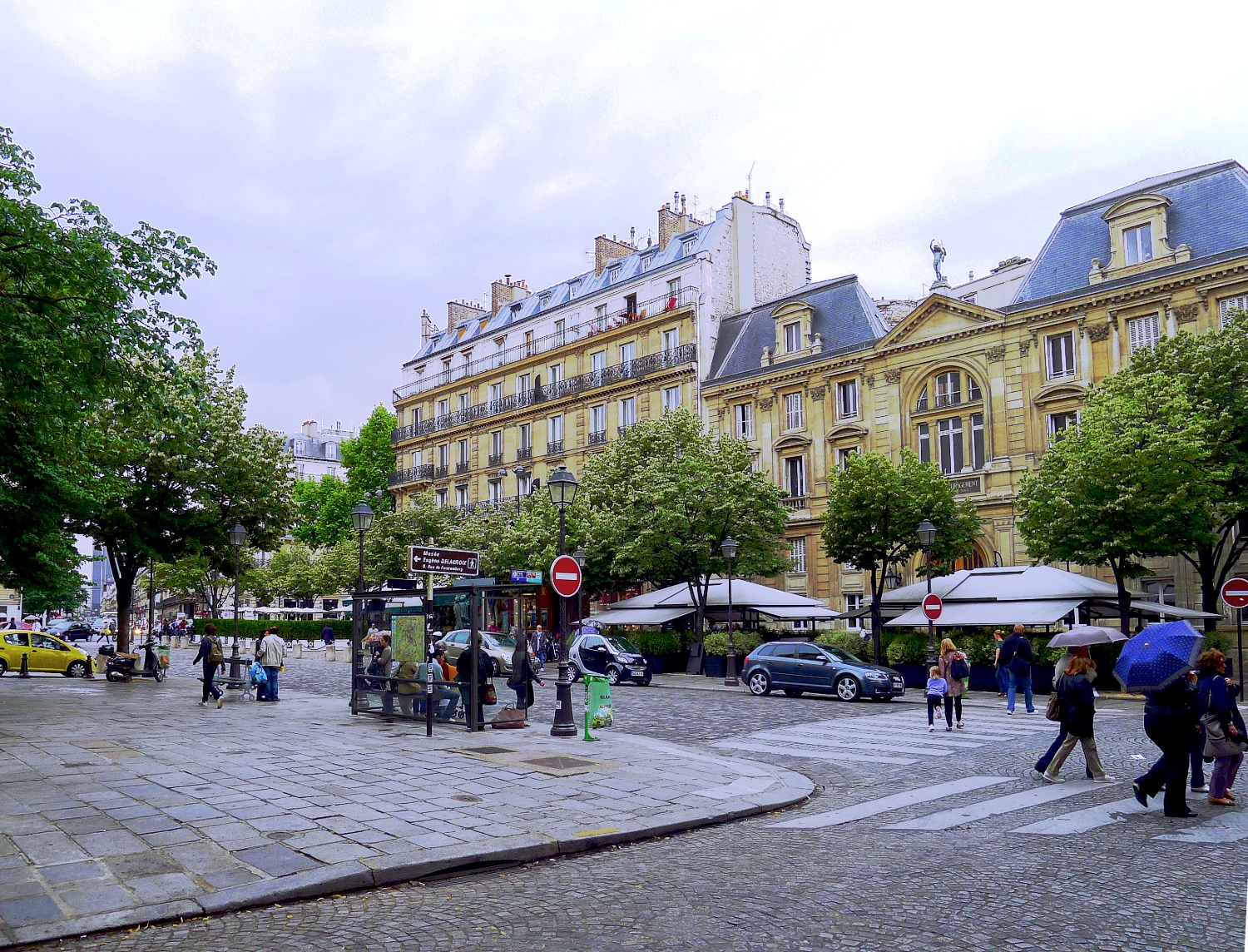
생제르맹데프레 광장

생제르맹데프레 광장(프랑스어: Place Saint-Germain-des-Prés)는 파리 6구 생제르맹데프레에 위치한 광장이다.